# Tempestade tropical Krovanh (2020)
A tempestade tropical Krovanh, conhecida nas Filipinas como Depressão Tropical de Vicky, foi um ciclone tropical que causou enchentes fatais nas Filipinas em dezembro de 2020. A 31ª depressão e 23ª e última tempestade nomeada da temporada de tufões do Pacífico de 2020, Krovanh originou-se no final de 17 de dezembro de uma depressão tropical que foi monitorada pela primeira vez pelo PAGASA. O sistema foi fortalecido com o nome de PAGASA de Vicky, enquanto o JMA o monitorava como uma área de baixa pressão. A depressão, então, fez vários landfalls nas Filipinas em 18 e 19 de dezembro, antes de sair do PAR em 20 de dezembro, uma vez que se tornou uma tempestade tropical de acordo com o JMA e foi chamada de Krovanh. No entanto, Krovanh foi rebaixado para uma depressão tropical no dia seguinte, com o JTWC emitindo seu parecer final em 22 de dezembro.
Krovanh causou enchentes e deslizamentos de terra nas Filipinas, danificando várias casas. 9 pessoas foram mortas pela tempestade e 1 pessoa continua desaparecida em 23 de dezembro de 2020. Os danos nas Filipinas totalizaram cerca de $ 213,2 milhões (US $ 4,48 milhões)

## História meteorológica
Em 17 de dezembro às 21:00 UTC, a PAGASA começou a emitir boletins para um sistema de 260 km (140 nmi) leste-sudeste de Davao. O PAGASA já havia reconhecido o sistema como uma depressão tropical e o batizou de Vicky, porém, na época, a Agência Meteorológica do Japão (JMA) apenas reconheceu o sistema como uma área de baixa pressão. No dia seguinte, o JMA fez o mesmo e reconheceu o sistema como uma depressão tropical. Às 14:00 PHT (6:00 UTC), o sistema aterrissou em Baganga, Davao Oriental.  9 horas depois, emergiu na costa de Misamis Oriental e entrou no Mar de Bohol, mais tarde entrando no Mar de Sulu no dia seguinte às 5:00 PHT (21:00 UTC).  Em 19 de dezembro às 23:00 PHT (15:00 UTC), Krovanh fez seu segundo landfall sobre o centro de Palawan, emergindo no Mar das Filipinas Oeste logo depois. Conforme a tempestade atravessou o Mar da China Meridional, o sistema se tornou uma tempestade tropical de acordo com o JMA, pois emergiu em uma região de condições atmosféricas relativamente favoráveis, recebendo assim o nome de Krovanh. Em 20 de dezembro às 14:00 PHT (6:00 UTC), Krovanh deixou a Área de Responsabilidade das Filipinas, embora os sinais de tempestade ainda fossem emitidos para as Ilhas Kalayaan. A PAGASA então transformou Krovanh em uma tempestade tropical e emitiu um sinal de alerta nº 2 para as ilhas Kalayaan. No dia seguinte, 21 de dezembro, Krovanh foi rebaixado a depressão tropical tanto pelo JMA quanto pelo PAGASA em seus avisos finais para a tempestade. O JTWC então emitiu seu aviso final sobre Krovanh no dia seguinte, logo após a maior parte de sua convecção central ter se dissipado devido ao vento cada vez mais hostil.

## Preparações e impacto

### Filipinas
Grandes faixas de Visayas e Mindanao foram colocadas sob os avisos do Sinal nº 1 devido a Krovanh. Posteriormente, as viagens marítimas foram suspensas nas áreas afetadas pelos avisos. Cerca de 10.000 pessoas ficaram em abrigos. Inundações e deslizamentos de terra foram provocados em Cebu, Agusan del Sur, Davao de Oro e em Leyte, onde dois idosos morreram em um deslizamento de terra. Na cidade de Lapu-Lapu, 300 residentes foram forçados a evacuar depois que 76 casas perto da costa foram varridas para o mar. Os danos foram estimados em até $ 213,2 milhões (US $ 4,48 milhões). Pelo menos nove pessoas foram mortas pelos efeitos de Krovanh. Pelo menos 31.408 famílias foram afetadas pela tempestade nas Filipinas.

### Malásia
O Departamento Meteorológico da Malásia emitiu um aviso para o estado de Sabah, para a possibilidade de mar agitado e rajadas de vento associadas a Krovanh.